# Carex ekmanii
Carex ekmanii är en halvgräsart som beskrevs av Georg Kükenthal. Carex ekmanii ingår i släktet starrar, och familjen halvgräs.
Artens utbredningsområde är Haiti. Inga underarter finns listade i Catalogue of Life.